# Друга Українська дивізія (синьожупанників)
Друга Українська дивізія — дивізія сформована після Берестейського миру на підставі договору української мирової делегації з Німецькою імперією (заходами Союзу визволення України) з українських полонених із таборів у Німеччині: Раштат, Вецляр, Зальцведель.

## Історія
Друга Українська дивізія була сформована, а потім роззброїна та розпущена у с. Голоби на Волині, ще перед її переїздом до Києва.
Чимало синьожупанників відіграло позитивну роль у державному житті України і увійшли до інших військових формацій. Спроби відновлення синьожупанників за Директорії УНР привели лише до створення 7 Синього полку в складі Третьої Залізної стрілецької дивізії.

## Однострій
2-га Українська дивізія була повністю одягнена у ту форму, в якій вояки прибули до Ковельського повіту із таборів для військовополонених. Для презентабельності 10 березня в дивізію було відправлено 20 комплектів синьожупанної уніформи. Цей одяг було роздано штабу дивізії, німецькому сотнику — представнику німецького командування і дев'ятьом старшинам 8-го Українського козацького полку.